# Deveso
Deveso (llamada oficialmente Santa María do Deveso) es una parroquia española del municipio de Puentes de García Rodríguez, en la provincia de La Coruña, Galicia.

## Entidades de población
Entidades de población que forman parte de la parroquia:
- Cabeceira (A Cabeceira)
- Casal do Payo (O Casal do Paio)
- La Iglesia (A Igrexa)
- Outeiro de Abajo (O Outeiro de Abaixo)
- Recemonde
- Rego (O Rego)
- Jarel (O Xarelo)
- Esvedral (O Esbedral)
- Furnas (As Furnas)

## Despoblados
- Azureira (A Azoreira)
- Besta (A Besta)
- Cabandelas (As Cabandelas)
- Cancelas (As Cancelas)
- Cernada (A Cernada)
- Chao dos Carneiros (O Chao dos Carneiros)
- Chao dos Paces (O Chao)
- Outeiro de Arriba (O Outeiro de Arriba)
- Pereira
- Trambasmeras
- Vilariño

## Demografía
| Gráfica de evolución demográfica de Deveso entre 2000 y 2019 |
|                                                              |
| Datos según el nomenclátor publicado por el INE.             |